# Mezquita Al Bey
La mezquita Al Bey es una mezquita tunecina situada en la medina de Cairuán. Construida alrededor de 1094 AH (1683), fue obra del bey muradita Mohamed Bey que lo hizo construir para la comunidad Hanafí de Cairuán, en la época en que vivía en esta ciudad, durante el conflicto entre él y su hermano Ali Bey.

## Edificio
Construida sobre los zocos, la mezquita tiene una planta irregular y consta de una sala de oración principal, tres patios, un minarete y una sala de oración adicional para las mujeres. El acceso al edificio se realiza a través de tres escaleras, la más importante de las cuales, situada en la calle Balhouen, frente a la mezquita Al Malek, conduce a uno de los patios del edificio.
La sala de oración principal, de planta cuadrada, ocupa la parte sur del edificio y mide unos 20 x 20 m. Su cubierta de madera, descansa sobre treinta columnas de origen antiguo. En la intersección de la nave principal y en el tramo a lo largo del muro de la qibla, frente al mihrab, hay una cúpula en forma de pirámide delante del mihrab. El mihrab está revestido de estuco cincelado y colocado dentro de un marco de mármol.
En la esquina suroeste del patio norte hay un minarete de base cuadrada, que consiste en una torre decorada con nichos ciegos y coronada por una linterna. En la galería occidental del mismo patio hay una sala de oración rectangular, reservada exclusivamente para las mujeres.

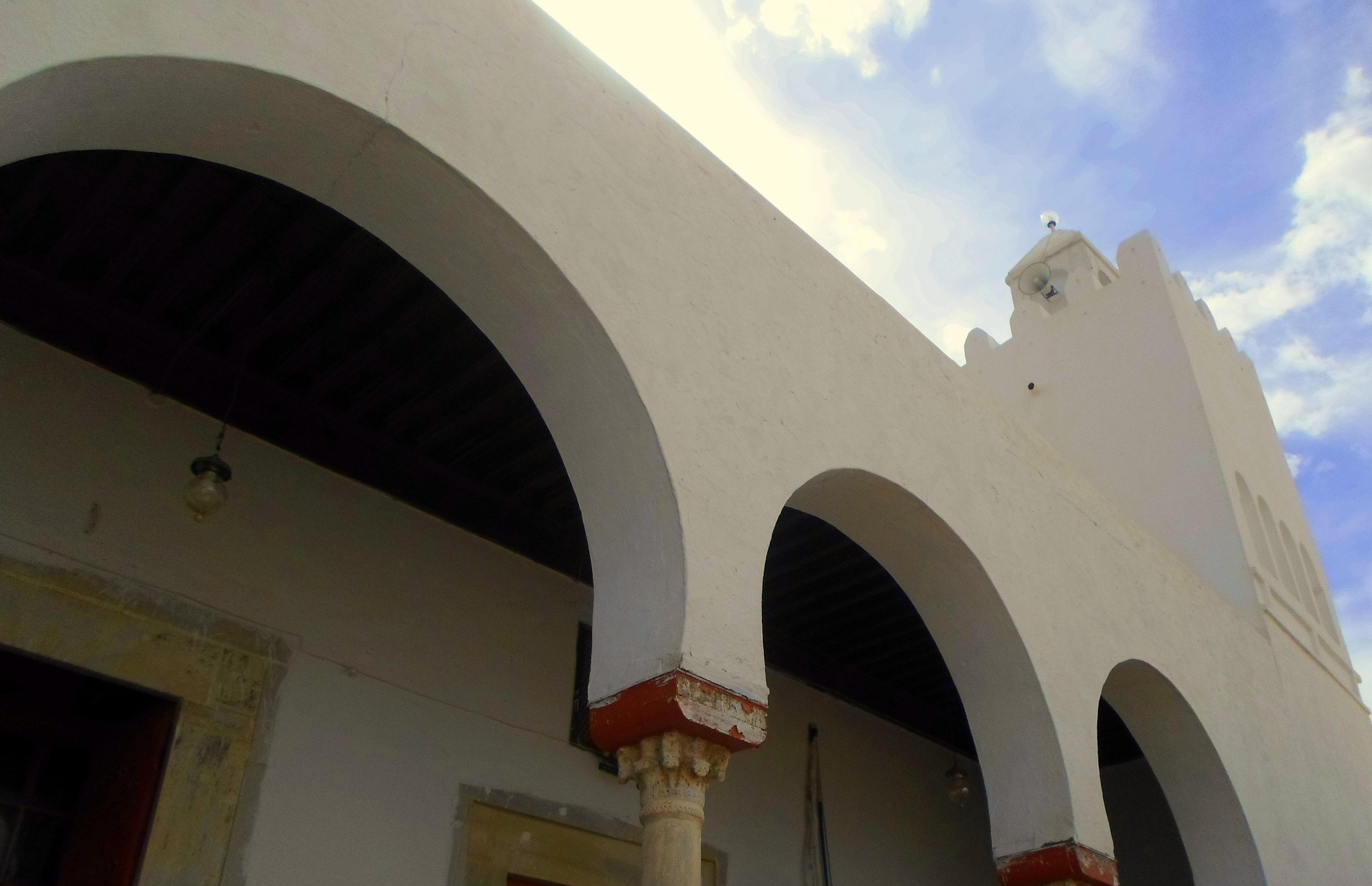
Arcos y minarete.
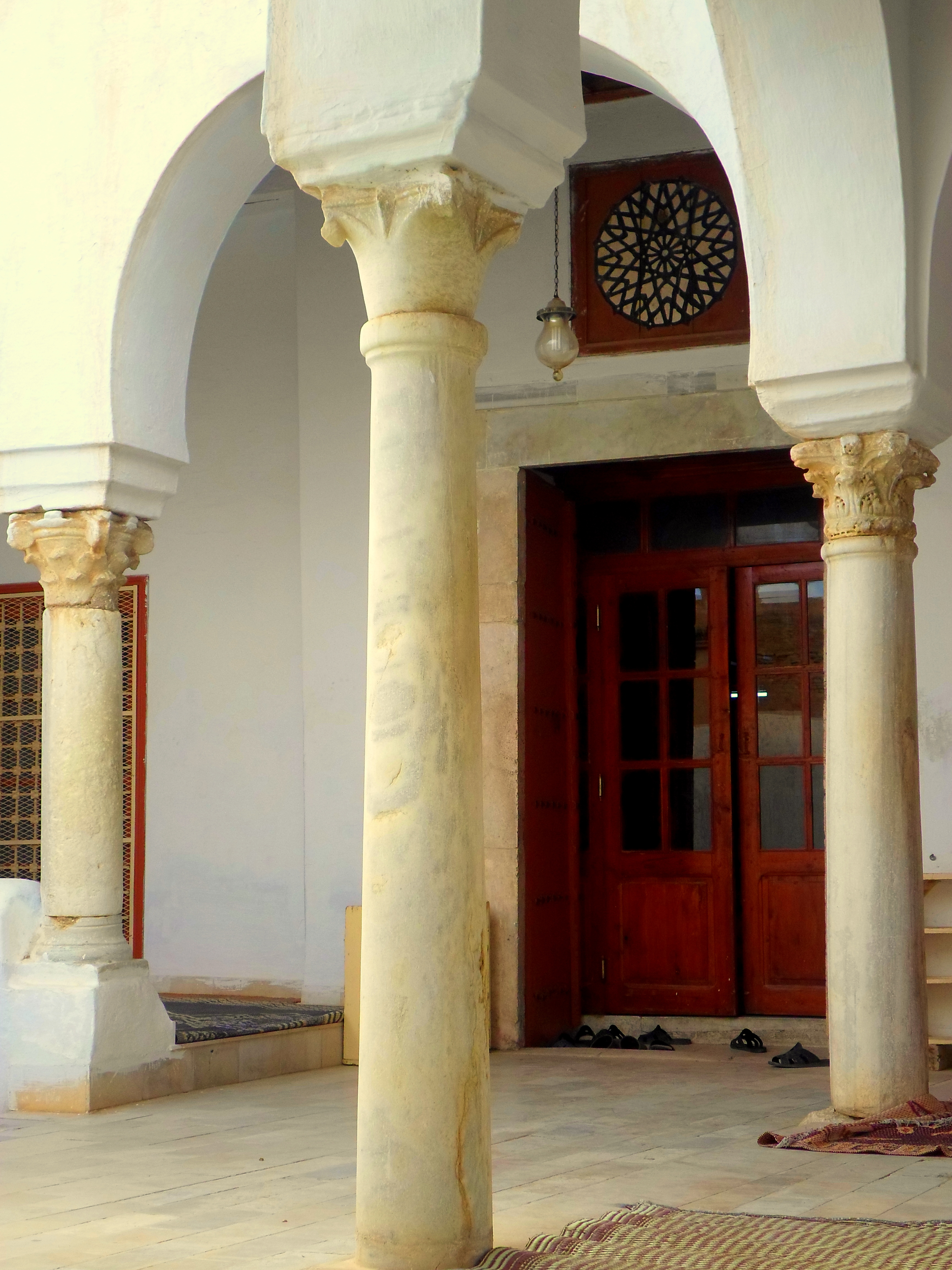
Vista de algunas columnas.
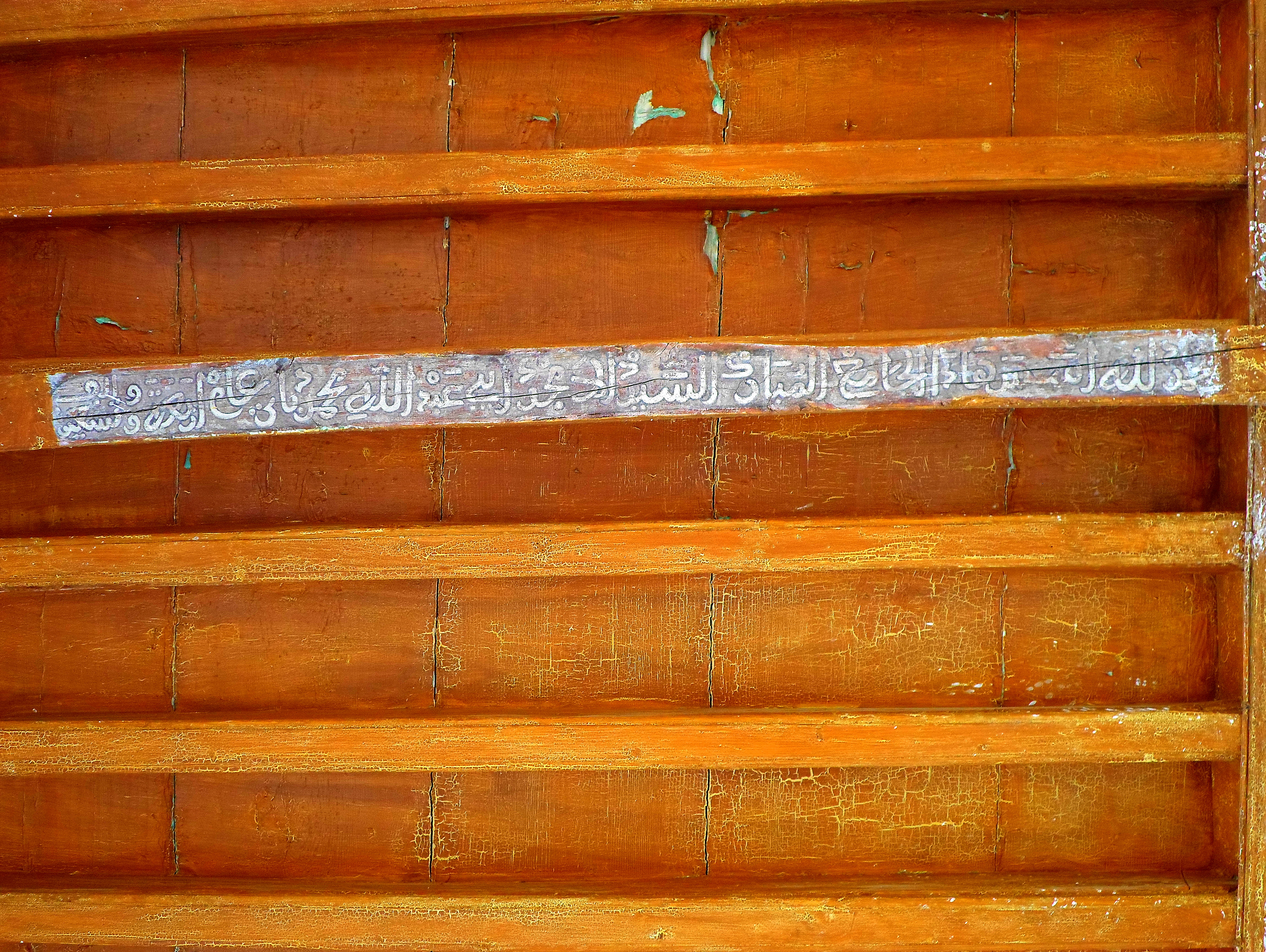
Plafón de vigas de madera con una inscripción que indica la fecha de su construcción.
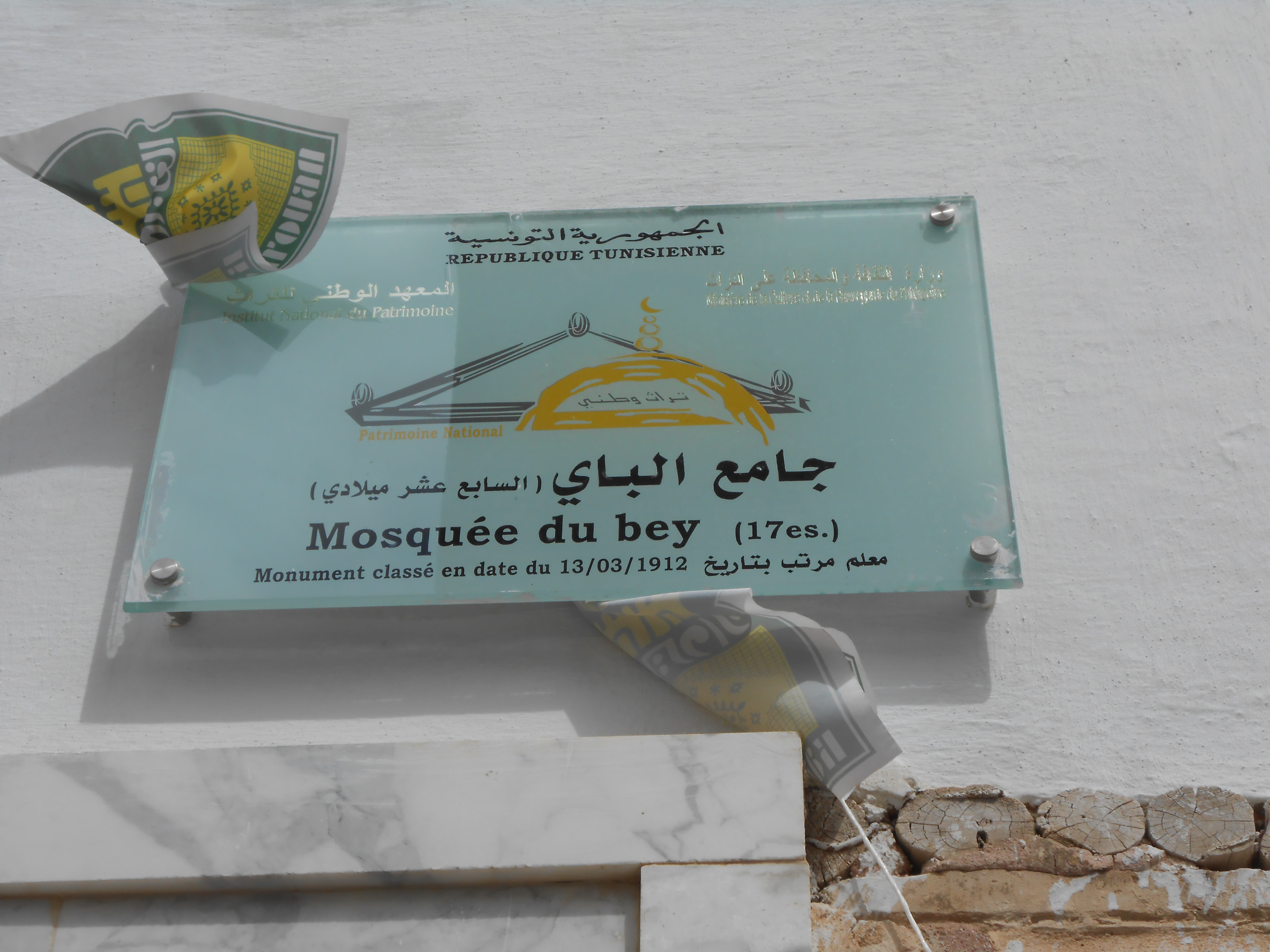
Placa del monumento.